# Borja Oubiña
Borja Oubiña Meléndez (* 17. Mai 1982 in Vigo) ist ein spanischer Fußballspieler. Der defensive Mittelfeldspieler steht seit 2004 beim spanischen Klub Celta Vigo unter Vertrag.

## Karriere

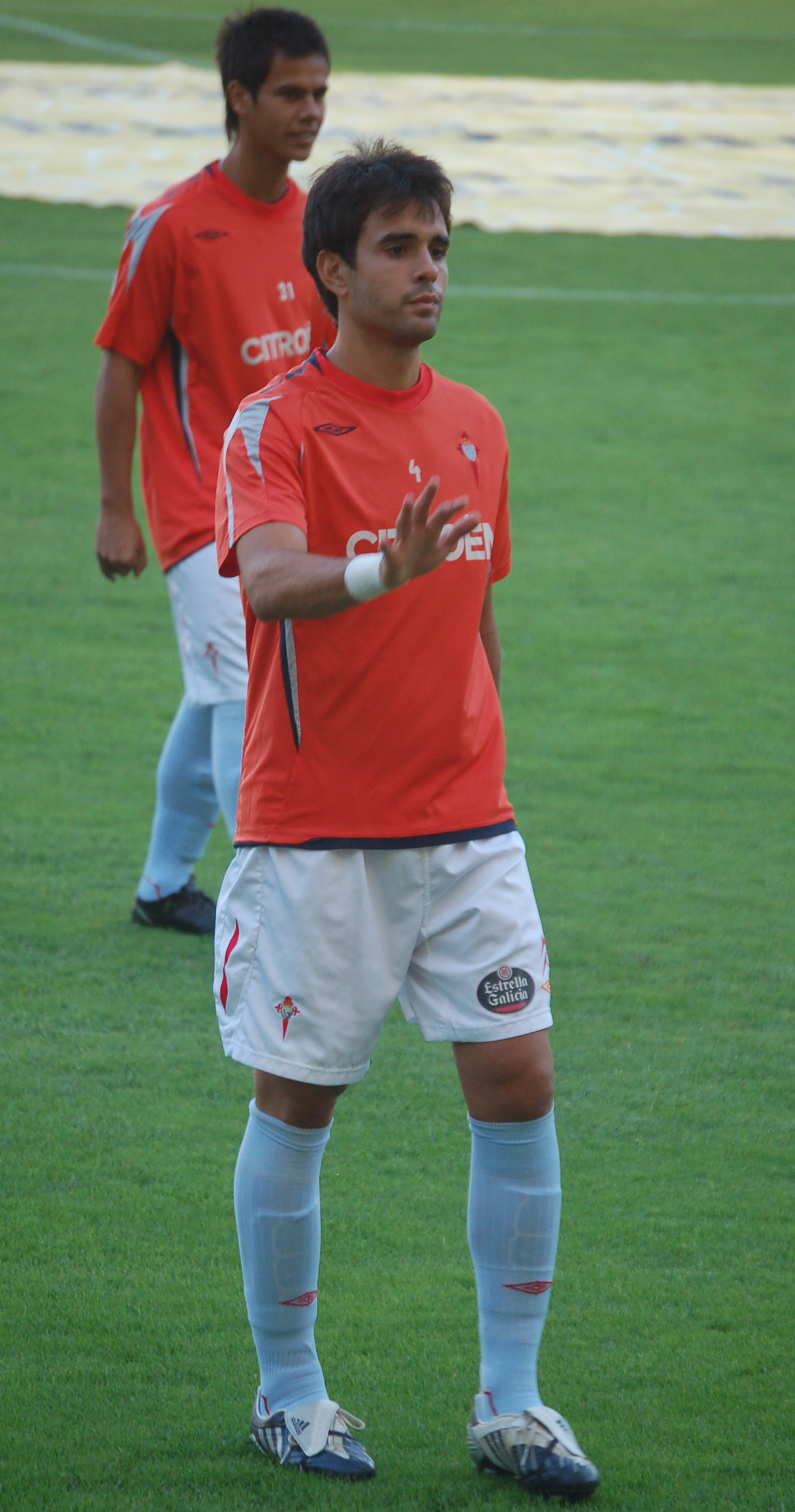
Oubiña im Trikot Celta Vigos (2009)

Oubiña, der seit 1994 die Jugendabteilung Celta Vigos erfolgreich durchlief, debütierte 2004 im Profikader der Galicier. Unter Trainer Miguel Ángel Lotina wurde er zu einem der Leistungsträger der Mannschaft. Nach dem Abstieg des Klubs in der Saison 2006/07 äußerte Oubiña den Wunsch den Verein zu verlassen. Am 31. August 2007 wurde er für ein Jahr an den englischen Erstligisten Birmingham City verliehen. Er debütierte für Birmingham am 15. September als später Einwechselspieler gegen die Bolton Wanderers. Am nächsten Spieltag stand er gegen den FC Liverpool in der Startformation, erlitt aber bereits nach 13 Minuten einen Kreuzbandriss im linken Knie und fiel dadurch für sechs Monate aus.
Am 9. Februar wurde sein Engagement bei Birmingham in beiderseitigem Einvernehmen beendet und er kehrte nach Spanien zu Celta Vigo zurück.
Oubiña kam 2006 zu zwei Einsätzen in der spanischen Nationalmannschaft. Er debütierte im EM-Qualifikationsspiel gegen Liechtenstein im September, als er nach 69 Minuten für David Albelda eingewechselt wurde. Zwei Monate später wurde er zur Halbzeit im Freundschaftsspiel gegen Rumänien (Endstand 0:1) eingewechselt.